# 4958 Wellnitz
4958 Wellnitz (1991 NT1) là một tiểu hành tinh vành đai chính được phát hiện ngày 13 tháng 7 năm 1991 bởi H. E. Holt ở Đài thiên văn Palomar.